# Helena Treštikova
Helena Treštikova (češ. Helena Třeštíková; *, Prag Čehoslovačka, 22. jun 1949) је češka režiserka i pedagog. Većinom snima dokumentarne filmove o međuljudskim odnosima i socijalnim problemima.

## Karijera
Tržeštjikova je završila filmsku i televizijsku akademiju u Pragu. Fakultet je završila 1975. Izmedju 1974—1977. radi kao dramaturginja. Posle se bavi režijom.
Većinom snima dokumentarne filmove o konkretnim običnim ljudima. Svetsku slavu je stekla snimanjem „vremensko-skupljačkih” dokumentaraca. To su dokumentarni filmovi, koji prikazuju život nekog čoveka nekoliko godina, ili čak decenija. Najpoznatiji njen dokumentarac je René. Dokumentarac se radi o momku, koji je za vreme pohađanja srednje škole uhvaćen u krađi. Kao mladi adolescent je osudjen na nekoliko godina zatvora. Tržeštjikova prati njegov život od početka sudjena (1988) do 2008. Sa kamermanom dolazi na njegova sudjena, u zatvor, i kada je na slobodi. U dokumentarcu se većinom pojavljuje samo René, ali i drugi ljudi, npr. njegova devojka, majka ili brat. Razgovori sa tim ljudima se vode na raznim mestima (npr. u kući njegove majke, u raznim lokalima, na železničkoj stanici i slično). Od toga stvara „vremensko-skupljački” dokumentarni film.
Tržeštjikova je snimila preko 40 dokumentaraca. Dobila je nekoliko nagrada za dokumentarne filmove, npr. Prix Arte 2008. u kategoriji dokumentarni film od Evropske filmske akademije.